# AT5

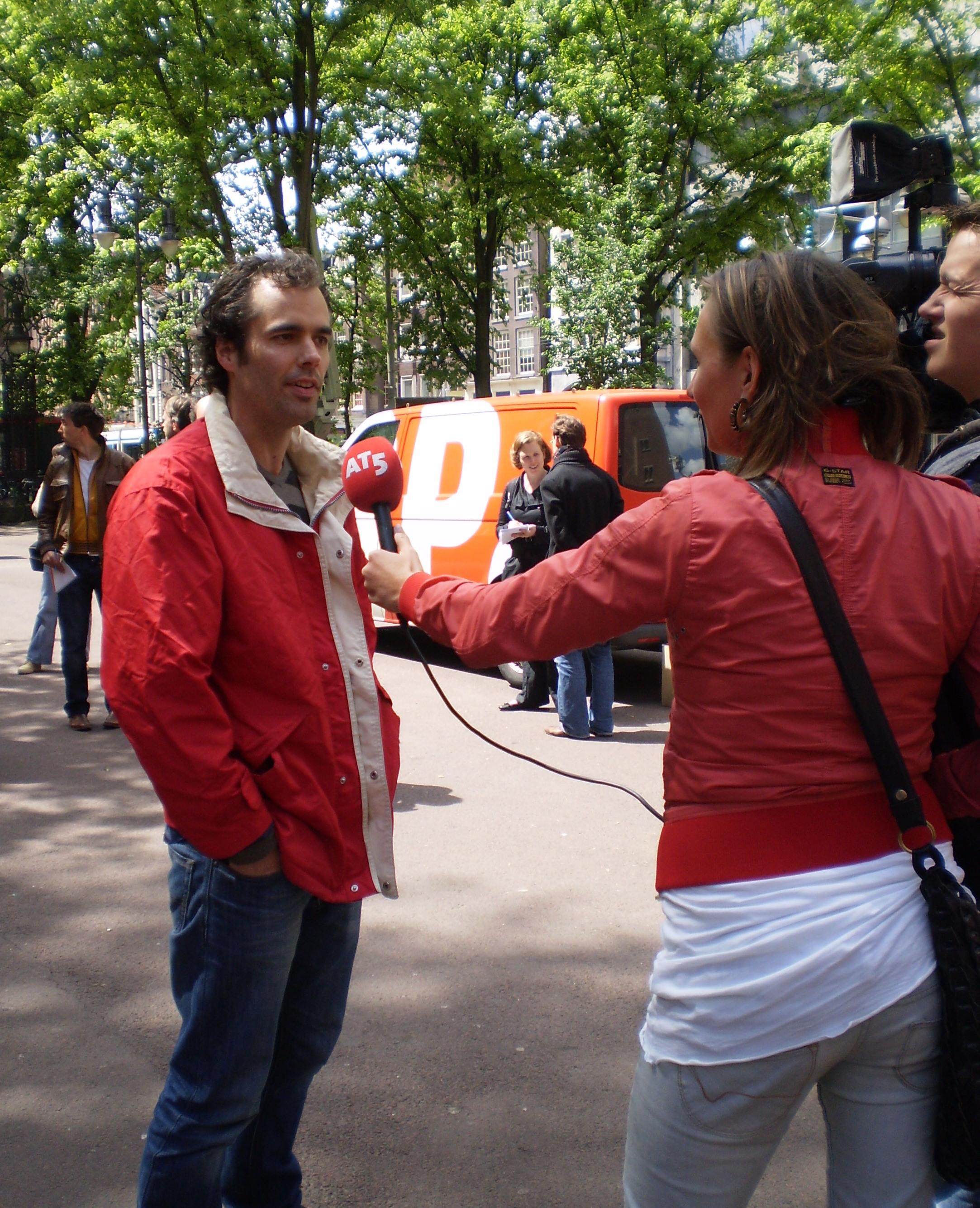
AT5-ploeg interviewt SP-raadsfractievoorzitter Laurens Ivens (2010).

AT5 (Amstel Televisie 5) is een lokale Amsterdamse televisiezender die uitzendt onder de licentie van SALTO. AT5 wordt dagelijks door 300.000 mensen in de regio Groot-Amsterdam bekeken.
De zender werd op 1 april 1992 opgericht. De eerste hoofdredacteur was Feike Salverda. Hem stond een op Amerikaanse leest geschoeide grootstedelijke nieuws- en actualiteitenzender voor ogen. Begin 2012 werd AT5 overgenomen door Het Parool, RTV Noord-Holland en de AVRO. In september van dat jaar trad Bart Barnas toe als hoofdredacteur, die van 2013 tot 2017 tevens hoofdredacteur van NH (voorheen RTV Noord-Holland) was.
AT5 is landelijk te ontvangen via kabel, DSL en glasvezel. Verder is de zender te zien op een gedeeld kanaal via het DVB-T-netwerk van Digitenne, en via de satelliet in het familiepakket van CanalDigitaal.

## Programma's

### AT5 Nieuws
Het belangrijkste programma is het AT5 Nieuws met ook kort nieuws. Dit duurt ongeveer 10 minuten en wordt uitgezonden om 17.30 uur en vervolgens vanaf 19.00 uur op de meeste hele uren herhaald tenzij er een live uitzending is. Ook in de nacht en de volgende dag wordt de uitzending op de meeste hele uren herhaald. Sinds 15 mei 2023 wordt het nieuws weer gepresenteerd door onder andere Fabiënne Mucuk, Quirien Euwe, Lotte Rigter of Cenk Karakaya. Het weerbericht wordt door een voorbijganger gepresenteerd.
Tot 1 juni 2020 werd het nieuws ook gepresenteerd toen door Anneloes Mullink, Ronald Olsthoorn, Mark Schrader, Kirsten Westrik of Nejifi Ramirez. Sinds 14 januari 2013 was er geen commentator meer aanwezig. Voorts was er sinds die datum ook het AT5 ontbijtnieuws met een viertal bulletins tussen 7.00 en 9.00 uur dat werd gepresenteerd door onder meer Sanae Orchi. Hierin was ook door de telefoon een overzicht van de inhoud van Het Parool van die middag. Inmiddels wordt in plaats van het ontbijtnieuws de uitzending van de vorige dag herhaald.
Op 8 juni 2012 won AT5 de Lokale Omroep Award in de categorie Nieuws en Actualiteiten. De prijs wordt ieder jaar uitgereikt door de Organisatie van Lokale Omroepen in Nederland. Hidde van Warmerdam en Iven Cudogham van AT5 wonnen in respectievelijk 2011 en 2010 in de categorie Presentatietalent. Op 9 juni 2016 won AT5 de juryprijs in de categorie Beste Merk 2016 tijdens de Beste Social Awards.

#### Amsterdam Vandaag
Van 1 juni 2020 tot en met 14 mei 2023 werd het AT5 Nieuws opgevolgd door "Amsterdam Vandaag". Belangrijkste wijziging was dat het nieuws niet meer vanuit een studio gepresenteerd werd maar alleen de reportages zijn te waren.

### De Straten van Amsterdam
Programma, voorheen live uitgezonden, over de Amsterdammer en de straat waarin hij/zij leeft. Cecile van de Grift, Waldy van Geenen, Bo Hanna en 
Redouan Ait Ouarg zijn de presentatoren die de geschiedenis van Amsterdam uit het straatbeeld lospeuteren.

### Bureau 020
Het opsporingsprogramma van AT5 in samenwerking met de politie en het Openbaar Ministerie.

### Het Gesprek met de Burgemeester
AT5 bespreekt iedere twee weken de lopende zaken met de burgemeester, momenteel Femke Halsema.

### De Zwoele Stad
Zomers praatprogramma op verschillende locaties in de stad met afwisselende presentatoren en meestal 2 gasten.

## Presentatoren
Enkele Hilversumse presentatoren, verslaggevers en (eind)redacteuren hebben ook ooit voor AT5 gewerkt:
- Mark Baanders (PowNed)
- Barbara Barend (RTL)
- Sacha de Boer (NOS)
- Wilson Boldewijn (RTL)
- Ad 's-Gravesande (VPRO, AVRO)
- Evita Mac-nack (NOS)
- Saïda Maggé (NOS)
- Aïcha Marghadi (NOS)
- Sebastiaan Meijer (NOS)
- Hans Meulenbroek (VPRO, HUMAN, NOS, VARA)
- Ajouad El Miloudi (KRO)
- Chazia Mourali (RTL)
- Matthijs van Nieuwkerk (VARA)
- Art Rooijakkers (AVRO)
- Jetske Schrijver (RTL)
- Mariëlle Tweebeeke (NOS)
- Mieke van der Weij (NCRV, NOS- & TROS-radio)
- Fons van Westerloo (RTL)
- Rik van de Westelaken (NOS)
- Merel Westrik (RTL)
- Jeroen Wollaars (NOS)
- Ton van Royen (RTL 5, Net5, SBS6)

## Financiering
AT5 is naast de reclame-inkomsten afhankelijk van subsidies van de gemeente Amsterdam. AT5 is gedurende haar bestaan een aantal keer in het nieuws geweest wegens tekort aan inkomsten. In 2012 werd AT5 overgenomen door Het Parool, RTV Noord-Holland en de AVRO.

## De 5 in de naam
In 1992 was de strijd om de voorkeuzeknoppen van kijkers te winnen losgebroken. De 5 uit de naam is een poging geweest om de zender onder knop 5 van de afstandsbediening van kijkers te krijgen, in navolging van de RTL-actie "zet'em op 4". Tot op dat moment was het Franstalige TV5 de meest logische keuze. Andere zenders die streden om de 5 waren RTL 5 (1993) en Net5 (1999). Wat ook meespeelde, was dat de kabelfrequentie die AT5 bij haar start kreeg het VHF-kanaal '5' was.